# Elminia albonotata
Elminia albonotata е вид птица от семейство Stenostiridae.

## Разпространение
Видът е разпространен в Бурунди, Замбия, Зимбабве, Демократична република Конго, Кения, Малави, Мозамбик, Руанда, Танзания и Уганда.